# هنری برایانت بیگلو
هنری برایانت بیگلو (انگلیسی: Henry Bryant Bigelow; ۳ اکتبر ۱۸۷۹ – ۱۱ دسامبر ۱۹۶۷) دانشمند در زمینه اهل ایالات متحده آمریکا بود.
وی همچنین برندهٔ جوایزی همچون مدال الکساندر اگسیز شده‌است.